# فدراسیون فوتبال میانمار
فدراسیون فوتبال میانمار نهاد اداره‌کنندهٔ فوتبال در میانمار است. این نهاد در سال ۱۹۴۷ پایه‌گذاری شده و اکنون عضو کنفدراسیون فوتبال آسیا است. در حال حاضر ریاست این نهاد بر عهدهٔ زاو زاو می‌باشد.